# Glass Onion : Une histoire à couteaux tirés
Pour les articles homonymes, voir Glass Onion et Knives Out (homonymie).
Série À couteaux tirés
À couteaux tirés
(2019) Wake Up Dead Man
Pour plus de détails, voir Fiche technique et Distribution.
Glass Onion : Une histoire à couteaux tirés (Glass Onion: A Knives Out Mystery) est un film américain réalisé par Rian Johnson et sorti en 2022. Second volet de la série, il fait suite au film À couteaux tirés, du même réalisateur, sorti dans les salles en 2019. Daniel Craig y reprend son rôle du détective privé Benoit Blanc.
Il est présenté en avant-première au festival international du film de Toronto 2022. Il connait une sortie limitée au cinéma aux États-Unis et au Canada, un mois avant sa diffusion mondiale sur Netflix. La plateforme a également signé pour un troisième film, Wake Up Dead Man: A Knives Out Mystery, qui sortira en 2025.

## Synopsis

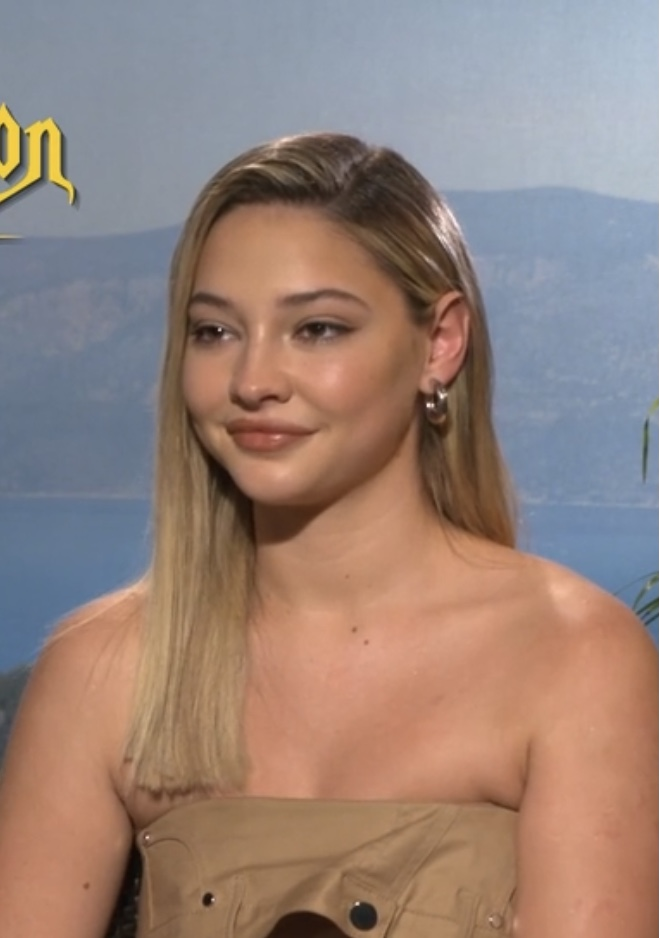
Une photographie de Madelyn Cline pendant une interview en 2022.

Le 13 mai 2020, en pleine pandémie de Covid-19, cinq mystérieuses boîtes en bois sont expédiées chez des amis de longue date de Miles Bron, propriétaire de l'entreprise de tech Alpha Industries. Comme chaque année, l'excentrique milliardaire invite sa bande d'amis, qui aiment à s'appeler les « Perturbateurs », en raison de leurs capacités supposées à briser les normes sociales. La liste des invités compte Claire Debella (Kathryn Hahn), gouverneure démocrate du Connecticut briguant le poste de sénatrice ; Birdie Jay (Kate Hudson), une top model sur le déclin désormais célèbre pour ses sorties racistes, accompagnée de sa fidèle assistante Peg (Jessica Henwick) ; Lionel Toussaint (Leslie Odom Jr.), qui est à la tête du pôle scientifique d'Alpha Industries ; Duke Cody (Dave Bautista), un influenceur star de Twitch, masculiniste et défenseur du port d'armes, et Whiskey (Madelyn Cline), sa petite amie. À la réception de la boîte, ils s'appellent afin de résoudre ensemble les énigmes complexes qui y sont incluses. La boîte s'ouvre finalement sur une invitation de Miles à un week-end sur son île privée en Grèce, où il organisera un jeu d'enquête centré sur son meurtre fictif.
Parallèlement, une jeune femme (Janelle Monáe) reçoit la même boîte, mais, avec un bien moindre enthousiasme, la démolit au marteau pour trouver l'invitation.
Benoit Blanc (Daniel Craig), le célèbre détective privé, est quant à lui en manque d'enquêtes et passe ses journées allongé dans sa baignoire à jouer au jeu vidéo Among Us avec ses célèbres amis (Angela Lansbury, Natasha Lyonne, Stephen Sondheim et Kareem Abdul-Jabbar), au désespoir de son compagnon Philip (Hugh Grant). Néanmoins, Blanc finit lui aussi par recevoir la boîte de Miles.
Claire, Birdie, Peg, Lionel, Duke et Whiskey se retrouvent sur un port grec en attente du ferry, et Blanc remarque immédiatement qu'il est le seul à ne pas faire partie du même cercle d'amis. À l'arrivée du ferry, un homme de main de Miles Bron (Ethan Hawke) inocule à chacun un produit inconnu les immunisant de la Covid-19. Duke s'enquiert de sa composition, car l'ananas ne lui réussit pas ; il est rassuré sur ce point.
Au dernier moment, la femme qui avait reçu la boîte en dernier arrive au port. On explique alors à Blanc qu'il s'agit de Cassandra « Andi » Brand, une femme d'affaires qui avait cofondé Alpha avec Miles, mais qui avait été par la suite évincée par celui-ci. Elle garde une forte rancune envers lui et avait quitté le groupe d'amis, aussi tous semblent surpris qu'elle ait accepté l'invitation.
Durant la traversée, Blanc fait la connaissance des invités. Il remarque tout de même qu'Andi demeure à l'écart, ne parlant à personne et empoignant fermement la balustrade. Le yacht accoste finalement sur l'île. Là, Miles Bron (Edward Norton) les accueille chaleureusement, en laissant tout de même Andi et Blanc seuls. Ceux-ci échangent alors quelques mots de présentation. Miles finit par saluer Andi, un peu froidement, puis demande à parler avec Benoit Blanc.
Le détective découvre alors que la boîte qu'il avait reçue ne provenait pas de Miles, et que ce dernier n'en avait pas fait fabriquer plus de cinq. Miles suppose alors, sur suggestion de Blanc, qu'un des invités a réinitialisé et renvoyé sa propre boîte au détective, par trait d'humour. Le milliardaire semble se satisfaire de cette conclusion, et est d'autant plus ravi à l'idée qu'un enquêteur de renom participe à son jeu.
Les invités découvrent l'immense propriété de Miles, surplombée du Glass Onion, une tour prenant la forme d'un oignon de verre, en hommage au bar éponyme que le groupe fréquentait. Là, Miles explique le principe de la murder party mettant en scène son propre meurtre : les invités sont chargés de le résoudre et de découvrir l'assassin, à l'aide d'indices disséminés sur l'île.
Peu après, le groupe se détend à la piscine. Whiskey semble très proche de Miles, et cela n'échappe pas à Duke. Celui-ci se vante par ailleurs de son pistolet personnel. Il remarque en outre un modèle miniature de la voiture de Miles, et se remémore à ce moment que Miles avait failli l'« aplatir comme une crêpe » avec, un certain soir. Par ailleurs, Birdie confie à Peg son agacement relatif à une décision que Miles semble avoir prise. Elle explique alors que lorsqu'elle avait rencontré le milliardaire, il était encore inconnu et elle était une célèbre fashionista. Aujourd'hui, la situation s'est inversée.
Lors d'un apéritif, Andi s'énerve soudain et pointe la réalité : tous sont financièrement dépendants de Miles Bron, qui a financé la campagne électorale de Claire, offert un poste à hautes responsabilités à Lionel, investi dans la société de mode de Birdie et fait de la publicité pour la chaîne de Duke. Excédée par ces faux-semblants, Andi sort.
Plus tard, Peg décide d'aller parler à Miles : les vêtements de la marque de Birdie se trouvent être fabriqués par des enfants au Bangladesh. Miles a convaincu Birdie de le révéler publiquement, en s'assurant que son nom n'y soit pas mêlé. Peg craint pour la carrière de son employeuse et pour la sienne. Cependant, Miles n'en démord pas. Peu après, Benoit Blanc surprend Duke espionnant la chambre de Miles, où celui-ci et Whiskey commencent à avoir un rapport sexuel.
La nuit tombée, Miles montre à ses convives l'original de La Joconde, qu'il a loué au Louvre et qui est protégé par une vitre de sécurité qui se déclenche au moindre bruit. Miles explique alors son ambition d'inscrire son nom dans la postérité, au même titre que le tableau. Il présente également la toute nouvelle création d'Alpha, une source d'énergie alternative à base d'hydrogène appelée Klear, dont il lance un échantillon à Blanc. Ce nouveau carburant fournit en électricité l'intégralité du Glass Onion et Miles compte le lancer sur le marché contre l'avis de ses partenaires financiers et de Lionel. Ce dernier est furieux car Miles n'a pas respecté la période de test obligatoire pour tout nouveau produit, et craint son instabilité, au même titre que Claire, anxieuse à l'idée de voir sa carrière politique compromise par son association avec Miles.
Au cours du dîner, Miles leur fournit tous les détails pour la murder party. Néanmoins, le jeu à peine commencé, Blanc le résout et démasque le faux assassin, Birdie. Miles lui exprime sa déception, mais Blanc explique avoir sciemment gâché la fête. Il trouve en effet ce climat dangereux, d'autant plus que tous les invités ont une réelle motivation pour tuer Miles, lui soumettant cette comparaison : « c'est comme mettre un pistolet chargé sur une table et éteindre la lumière ».
Au fur et à mesure de la soirée, l'ambiance devient de plus en plus tendue, ponctuée par les notifications reçues par le portable de Duke, et le système de sécurité de la Joconde qui se déclenche. Andi fait une nouvelle crise de colère, mais elle est confrontée par Duke qui la traite de perdante. Andi, furieuse, part se coucher. Duke prend un moment Miles à part pour lui parler d'un nouvel événement qui pourrait changer la donne quant à son partenariat avec Alpha. Mais au toast suivant, il s'étouffe et meurt sur le coup et Whiskey quitte la scène en pleurant. Blanc suspecte un meurtre. Miles découvre, horrifié, que Duke avait bu dans son verre attitré, et qu'il serait donc la vraie cible du meurtre. On remarque également que le téléphone et l'arme de Duke ont disparu.
À 22 heures précises, comme un coup de théâtre était censé survenir dans la murder party de Miles, les lumières s'éteignent brusquement. Whiskey revient soudainement, accusant Andi d'avoir tué Duke et d'avoir retourné leur chambre. Blanc part à la recherche d'Andi ; il la retrouve dehors, mais à peine a-t-il le temps de lui parler que quelqu'un tire sur la jeune femme. Tous les invités apparaissent et découvrent en même temps le deuxième cadavre.
À ce moment, le film suit un flashback remontant au 13 mai 2020. Il s'avère que la boîte reçue par Blanc était celle, démolie, destinée à Andi Brand. Elle est néanmoins apportée par sa sœur jumelle, Helen. Celle-ci explique alors au détective qu'Andi a été retrouvée morte dans sa voiture. Si la police a conclu au suicide, Helen est persuadée qu'il s'agit d'un meurtre. En effet, Andi avait menacé Miles de quitter Alpha et de couper leur société en deux afin de l'empêcher de mener à bien le projet Klear, qu'elle jugeait trop dangereux. Cependant, Miles avait réussi à retourner la situation à son avantage et l'avait fait licencier en prenant par la même occasion les pleins contrôles d'Alpha. Andi lui avait intenté un procès sur la base de la propriété intellectuelle, ayant été celle qui avait en réalité imaginé les principes fondateurs d'Alpha, qu'elle avait notés sur une serviette du Glass Onion dix ans plus tôt mais qu'elle avait malheureusement égarée. Tous ses anciens amis (Duke, Lionel, Claire, Birdie), désormais riches et dépendants de Miles pour leurs carrières, s'étaient retournés contre elle et avaient réalisé de faux témoignages, affirmant que c'était bien Miles qui était à l'origine de ces idées, et elle avait perdu le procès. Miles avait alors achevé de tourner le couteau dans la plaie en « redécouvrant » quelque temps plus tard la fameuse serviette, un faux écrit par ses soins. Folle de rage, Andi avait renversé sa bibliothèque et y avait miraculeusement redécouvert la véritable serviette, avec dessus l'imprimé du nom du bar Glass Onion, qui avait fermé entre-temps, preuve de l'authenticité de l'objet. Elle l'avait donc glissée dans une enveloppe rouge et avait envoyé un mail au groupe d'amis, affirmant clairement qu'elle avait retrouvé la preuve. Néanmoins, lorsque après le décès de sa sœur, Helen avait fouillé sa maison, elle n'avait pas retrouvé l'enveloppe rouge. Le tueur - que Blanc suppose ne pas être Miles, le pensant trop intelligent pour se salir les mains - l'avait donc volée pour prouver à Miles l'étendue de sa loyauté.
Helen demande à Benoit Blanc de démasquer l'assassin de sa sœur chez Miles Bron. Cependant, Blanc trouve cette idée dangereuse : comment réagirait l'assassin en voyant un détective arriver à l'improviste, surtout que le décès d'Andi n'a pas encore été rendu public ? Il propose plutôt d'utiliser ses contacts pour retarder la médiatisation de cette mort ; ainsi, il pourrait bien enquêter chez Miles, accompagné d'Helen déguisée qui se ferait passer pour Andi, dédoublant leurs capacités d'investigation et mettant le véritable assassin sur le qui-vive. D'abord hésitante, Helen accepte.
Le film repasse alors toutes les scènes vues précédemment, mais du point de vue d'Helen, déguisée en Andi. Lors de la traversée en ferry, elle fait exprès de ne parler à personne et se cramponne à la balustrade, car elle a le mal de mer. Arrivée sur l'île, elle profite de la discussion de Blanc et Bron pour faire un premier état des lieux. Elle surprend ainsi diverses conversations : à la piscine, Claire et Lionel confient qu'ils ont mis leurs carrières respectives en jeu sur la réussite du Klear. Helen réussit aussi à enregistrer une conversation entre Peg et Birdie, où cette dernière avoue avoir accepté de se dénoncer seule au sujet de la fabrication des vêtements de sa marque par des enfants (elle n'aurait innocemment pas compris le principe d'un « atelier d'enfants »), en échange de quoi Miles la récompensera d'une énorme somme d'argent. Helen parle en outre avec Whiskey, qui avoue être lassée de sa relation avec Duke - d'autant plus que celui-ci lui a demandé de séduire Miles, afin de le persuader d'offrir à Duke un poste chez Alpha News. Au cours de la journée, elle apprend de la part des principaux suspects qu'ils se seraient tous, à un moment donné, rendus chez Andi le jour de sa mort, présumément sans se rendre compte qu'elle était déjà décédée.
Dans la soirée, sous les conseils de Blanc, Helen engage un conflit qu'elle fait exprès de perdre afin de pouvoir quitter la pièce et avoir l'occasion de fouiller les chambres, à la recherche de l'enveloppe rouge ; elle reçoit dans le même temps de nombreux messages de condoléances : le décès d'Andi a été rendu public. Elle échappe de peu à Whiskey qui, fatiguée de la fête, s'en était retirée. Elle rencontre finalement Blanc auquel elle fait part de l'échec de ses recherches ; à ce moment, on lui tire une balle. Helen y échappe grâce au journal de sa sœur, rangé dans la poche de sa veste. Blanc décide néanmoins de simuler sa mort afin d'endormir la méfiance de l'assassin. Il utilise alors de la sauce piquante en guise de sang ; ainsi, tous les suspects voient le « cadavre », et Helen peut ensuite continuer ses recherches. Elle découvre finalement l'enveloppe, dissimulée dans le bureau de Miles, au cœur du Glass Onion. Parallèlement, Benoit Blanc révèle l'identité de l'assassin : il s'agit de Miles Bron lui-même.
En effet, quelques jours plus tôt, Duke, qui souhaitait rendre visite à Andi afin de la convaincre de ne pas dévoiler la vérité, avait failli être renversé par la voiture de Miles, qui venait d'assassiner Andi (en la droguant et la plaçant après coup dans sa voiture pour faire croire à un suicide). Miles savait en effet qu'elle avait retrouvé la serviette originale, grâce au mail qui lui avait été faxé par Lionel, et voulait donc la réduire au silence afin de préserver sa réputation.
À présent qu'il savait par les actualités sur son téléphone qu'Andi était morte, Duke avait un motif de faire chanter Miles afin qu'il lui offre le poste qu'il visait. Duke n'a pas confondu le verre de Miles avec le sien : c'est Miles qui lui a délibérément tendu son propre verre, un whisky dans lequel il avait préalablement versé du jus d'ananas - fruit auquel Duke avait souligné son allergie. Il lui aura simplement fallu subtiliser le téléphone de Duke ainsi que son pistolet, dont il se servirait plus tard pour tenter d'assassiner Helen dans la confusion générale. Benoit Blanc, fin analyste des comportements humains, achève d'expliquer que ces conclusions lui sont parvenues après avoir observé Miles tout au long de la journée, et notamment relevé les nombreux barbarismes qu'il a commis à l'oral : Bron, bien loin de l'image du génie excentrique et incompris, est en fait un parfait idiot. Il aurait alors bâti sa carrière sur la prétention, la délégation du travail trop intellectuel à d'autres (sa boîte à énigmes et le scénario de sa murder party, entre autres) et le vol d'idées, y compris celle de la coupure de courant et du vol de l'arme de Duke, suggérée inconsciemment plus tôt par Blanc lui-même. Tous ses crimes n'ont été, en fin de compte, que spontanés et irréfléchis.
Helen apparaît devant tous, détenant la serviette de sa sœur et expliquant à tous l'échange d'identité. Là encore, l'intelligence de Miles est remise en cause par ses invités, qui se demandent bien pourquoi il n'a pas détruit la preuve plus tôt. Mais Miles s'exécute et dans l'instant d'après brûle la serviette avec son briquet alors qu'Helen la tenait sous ses yeux : la seule preuve tangible qu'elle avait contre lui part en fumée. Et une fois de plus, Miles s'assure qu'aucun de ses « amis » n'osera témoigner contre lui. Blanc, qui estime avoir fait tout ce qui lui était possible de faire dans les limites de sa fonction de détective, décide de s'en aller, mais non sans donner quelques conseils énigmatiques à Helen, à qui il lui demande de se donner du courage et de se rappeler « pourquoi sa sœur est partie en premier lieu ».
Après un verre, Helen entreprend alors de vandaliser la pièce où ils se trouvent, accompagnée au fur et à mesure par les autres « Perturbateurs » qui en profitent pour évacuer leur frustration envers Miles. Miles fait mine d'être amusé par la scène, mais commence à s'inquiéter quand Helen provoque un feu au milieu du salon. Celle-ci finit par dévoiler qu'elle a en sa possession l'échantillon du Klear, donné par Blanc avant qu'il s'en aille ; le Klear est la raison pour laquelle sa sœur est « partie en premier lieu ». Elle jette donc l'échantillon au feu qui s'étend instantanément, provoquant une réaction en chaîne sur l'entièreté de la propriété de Miles alimentée au Klear, puis l'explosion de tout le Glass Onion. Tout le monde survit et Helen, en guise de dernière provocation, désactive le système de sécurité protégeant La Joconde, et le tableau est réduit en cendre. La dangerosité du Klear étant désormais évidente et avec l'œuvre louée par le Louvre détruite sous la responsabilité du milliardaire, Helen ironise et dit à Miles que son vœu est exaucé : sa postérité sera désormais indissociable de celle de La Joconde.
Devant les restes calcinés de la coupole de Miles, le cercle d'amis se convainc qu'à présent que l'empire Alpha est détruit, eux-mêmes n'ont plus rien à perdre. Ils se résolvent donc à témoigner au tribunal contre Miles. Benoit Blanc assiste de loin à la scène, satisfait, et est rejoint par Helen alors que la police accoste sur les lieux,,.

## Fiche technique
Sauf indication contraire, les informations mentionnées dans cette section peuvent être confirmées par la base de données cinématographiques IMDb,  présente dans la section « Liens externes ».
- Titre original : Glass Onion: A Knives Out Mystery
- Titre français et québécois : Glass Onion : Une histoire à couteaux tirés
- Réalisation et scénario : Rian Johnson
- Musique : Nathan Johnson
- Direction artistique : Andrew Bennett
- Décors : Rick Heinrichs
- Costumes : Jenny Eagan
- Photographie : Steve Yedlin
- Montage : Bob Ducsay
- Production : Ram Bergman et Rian Johnson

Producteurs délégués : Tom Karnowski
- Société de production : T-Street Productions
- Société de distribution : Netflix
- Budget : entre 30 et 50 millions de dollars
- Pays de production :  États-Unis
- Langue originale : anglais
- Format : couleur
- Genre : policier à énigme, thriller, whodunit
- Durée : 139 minutes
- Dates de sortie[4] :
  - Canada : 10 septembre 2022 (festival de Toronto)
  - États-Unis, Canada : 23 novembre 2022 (sortie limitée en salles)
  - Monde : 23 décembre 2022 (sur Netflix[5])

° Classification
• États-Unis : PG-13 (accord parental fortement recommandé, film déconseillé aux moins de 13 ans)   Sortie en salles limitée.
• France : 13+ (Recommandé à partir de 13 ans)

## Distribution
- Daniel Craig (VF : Éric Herson-Macarel) : Benoit Blanc, détective privé
- Edward Norton (VF : Damien Boisseau) : Miles Bron, milliardaire et magnat de la tech
- Janelle Monáe (VF : Aurélie Konaté) : Cassandra « Andi » Brand, ancienne associée de Miles / Helen Brand, sa sœur jumelle
- Kathryn Hahn (VF : Déborah Perret) : Claire Debella, gouverneure du Connecticut
- Leslie Odom Jr. (VF : Daniel Njo Lobé) : Lionel Toussaint, scientifique employé dans l'entreprise de Bron
- Kate Hudson (VF : Dorothée Pousséo) : Birdie Jay, célèbre fashionista
- David Bautista (VF : Serge Biavan) : Duke Cody, influenceur sur Twitch
- Madelyn Cline (VF : Marie Facundo) : Whiskey, assistante et petite amie de Duke
- Jessica Henwick (VF : Ingrid Donnadieu) : Peg, l'assistante de Birdie
- Noah Segan : Derol
- Ethan Hawke (VF : Jean-Pierre Michaël) : l'homme de main de Bron (caméo)
- Jackie Hoffman : Ma Cody
- Dallas Roberts (VF : Tanguy Goasdoué) : Devon Debella
- Hugh Grant (VF : Pierre-François Pistorio) : Phillip (caméo)
- Adele Franck : l'assistante de Claire
- Dan Chariton : Dr Pierre Bonassus
- Eddie Gorodetsky : Dr Peter Clayton
- Coco Shinomiya : Emiko Yamane
- Dilcia Barrera : Dr Dilcia Cabrera
- Mark Newman : Dr Mark Siwfton
- Jacek Czajka : le laborantin
- James Payton : l'avocat
- Yo-Yo Ma : lui-même (caméo)
- Stephen Sondheim : lui-même (caméo)
- Natasha Lyonne : elle-même (caméo)
- Kareem Abdul-Jabbar : lui-même (caméo)
- Angela Lansbury (VF : Marie-Martine) : elle-même (caméo)
- Serena Williams : elle-même (caméo)
- Joseph Gordon-Levitt : l'horloge parlante de Miles (caméo vocal)
- Panagiotis Margetis : le serveur (non crédité)

## Production

### Genèse et développement

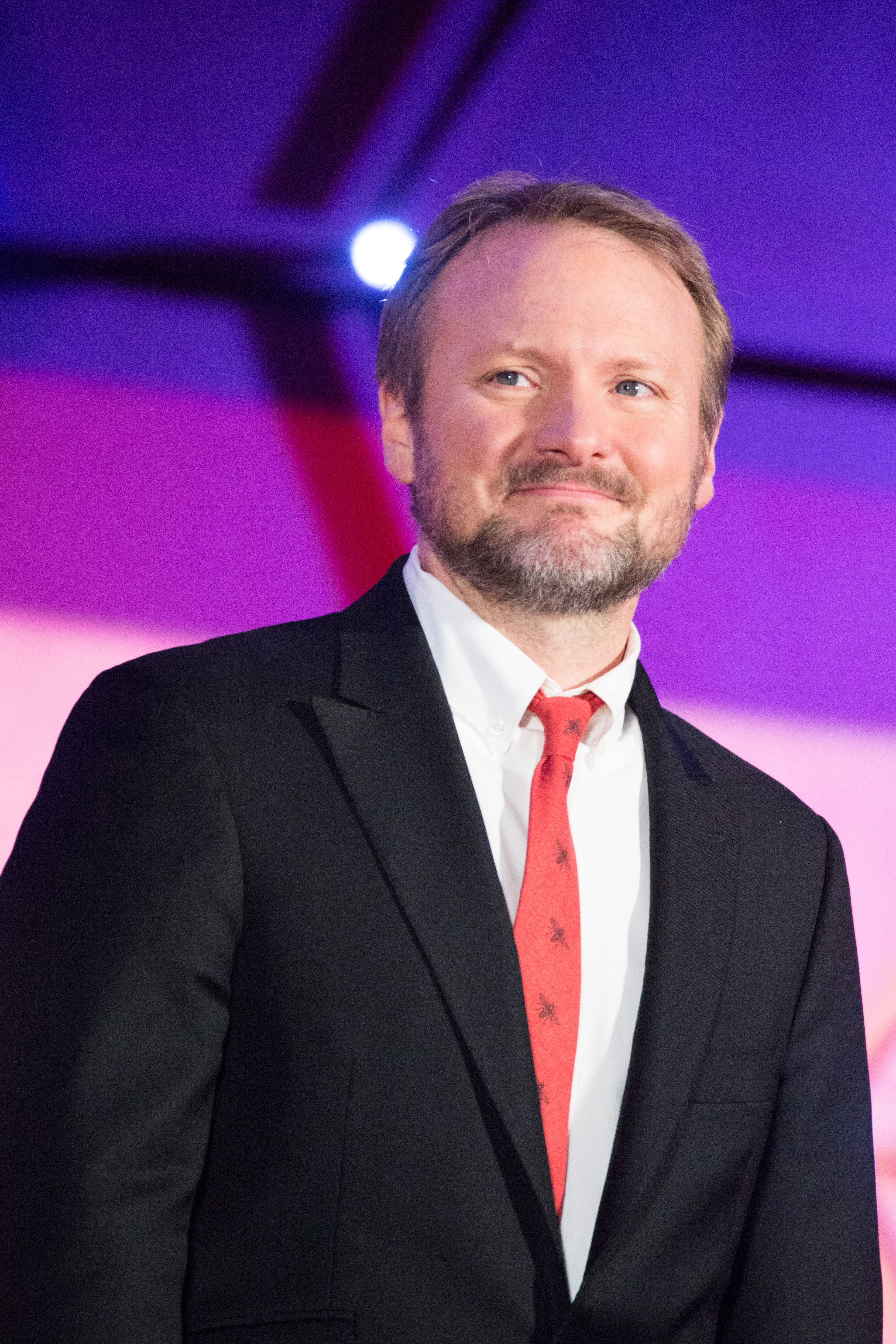
Rian Johnson.

Dès novembre 2019, peu de temps avant la sortie du premier film, le cinéaste Rian Johnson déclare que, si le film fait une bonne performance au box-office, il aimerait faire revenir le personnage incarné par Daniel Craig. Le réalisateur-scénariste révèle même avoir une idée d'intrigue pour une suite. En janvier 2020, il est annoncé que Rian Johnson travaille bien sur le script du nouveau film et que Daniel Craig a signé un contrat pour reprendre son rôle. En février 2020, le studio Lionsgate valide officiellement le projet,. Cependant, en mars 2021, il est annoncé que Netflix vient de signer un contrat record 469 millions de dollars avec Rian Johnson et son partenaire de production Ram Bergman. La plateforme devance ainsi d'autres concurrents comme Prime Video et Apple TV+. Il est précisé que Netflix acquiert ainsi les droits du premier film et envisage également un 3e film.
Rian Johnson explique ensuite que Knives Out 2 ne sera pas une suite directe du premier film mais bien une nouvelle enquête indépendante, à l'instar des romans d'Agatha Christie mettant en scène Hercule Poirot avec à chaque fois « un tout nouveau mystère, un tout nouvel emplacement, une toute nouvelle distribution, une toute nouvelle mécanique de l'attrait d'un mystère et tout ».
Un premier teaser est publié par Netflix le 8 septembre 2022.

### Attribution des rôles
En mai 2021, David Bautista, Edward Norton, Janelle Monáe, Kathryn Hahn, Leslie Odom Jr. et Kate Hudson rejoignent Daniel Craig.
En juin 2021, Madelyn Cline, Jessica Henwick et Ethan Hawke rejoignent la distribution,,.
En octobre 2022, Daniel Craig et Rian Johnson rendent hommage à Angela Lansbury et Stephen Sondheim, décédés après la fin du tournage et qui apparaissent tous deux brièvement dans le film.

### Costumes
Jenny Eagan, chef costumière du premier volet, reprend son poste pour la suite. Pour les costumes de Benoît Blanc, Daniel Craig lui propose les films d’Alfred Hitchcock et de Jacques Tati comme inspiration. Le costume de bain du détective est taillé en suivant un patron utilisé pour Frank Sinatra. Les tenues de Janelle Monáe, qui interprète le double rôle d’Andi et Helen, distinguent subtilement les deux sœurs, notamment par des jeux de couleurs ; l’actrice saluera par la suite le travail de la costumière.

### Tournage
Le tournage débute fin juin 2021 en Grèce. Il se déroule sur l'île de Spetsès,,. Le tournage s'achève le 13 septembre 2021,. Le site Internet Movie Database évoque également le tournage de quelques scènes à Belgrade.

### Musique
La musique du film est composée par Nathan Johnson, cousin du réalisateur, déjà à l'œuvre sur le premier film. Le titre du film reprend celui d'une chanson des Beatles qui est entendue lors du générique final mais, comme toutes les autres chansons entendues dans le film, elle est absente de l'album.

## Accueil

### Date de sortie
Il est annoncé le 22 août 2022 par Netflix que le film sera disponible sur la plateforme de streaming dès le 23 décembre de la même année, après une sortie limitée dans les cinémas américains, dès le 23 novembre.

### Critique
Sur l’agrégateur de critiques Rotten Tomatoes, il obtient 93 % d'avis favorables pour 193 critiques et une note moyenne de 8⁄10. Sur Metacritic, il obtient une note moyenne de 81⁄100 pour 51 critiques.
Owen Gleiberman du magazine américain Variety voit un film plus élaboré et mieux conçu que son prédécesseur.

### Box-office
Outre sa diffusion sur Netflix, le film connait une sortie limitée dans les salles nord-américaines, un mois plus tôt. Il sort le 23 novembre 2022 en même temps que Avalonia : L'Étrange Voyage et Devotion. Les estimations prévoient alors des recettes entre 6 et 8 millions de dollars pour son week-end d'ouverture pour une présence dans 698 salles. Comme pour ses précédents films, Netflix ne communique pas sur les chiffres du  box-office. Deadline Hollywood rapporte que le film aurait récolté entre 2 et 2,5 millions de dollars le premier jour, ce qui a conduit à une augmentation des estimations jusqu'à 12,3 millions de dollars pour le week-end entier. The Hollywood Reporter annonce peu après que le film aurait atteint 13,1 millions de dollars lors de ce long week-end de quatre jours avec Thanksgiving, un record pour un film Netflix. Le film se classe donc à la 3e place du box-office de ce week-end, derrière Black Panther: Wakanda Forever et Avalonia : L'Étrange Voyage.

## Autour du film

### Série de films
Quand Netflix acquiert les droits, deux suites sont annoncées. En septembre 2020, Rian Johnson confirme son intention d'en faire plus, ce que valide Daniel Craig peu après. En novembre 2022, le réalisateur révèle qu'il se prépare à travailler à l'écriture du 3e film. Il devrait s'intituler Wake Up Dead Man: A Knives Out Mystery.

## Distinctions

### Nominations
- Golden Globes 2023 : 
  - Meilleur film musical ou de comédie
  - Meilleur acteur dans un film musical ou une comédie pour Daniel Craig
- Oscars 2023 : Meilleur scénario adapté